# Pfarrhof (Ramsau bei Berchtesgaden)

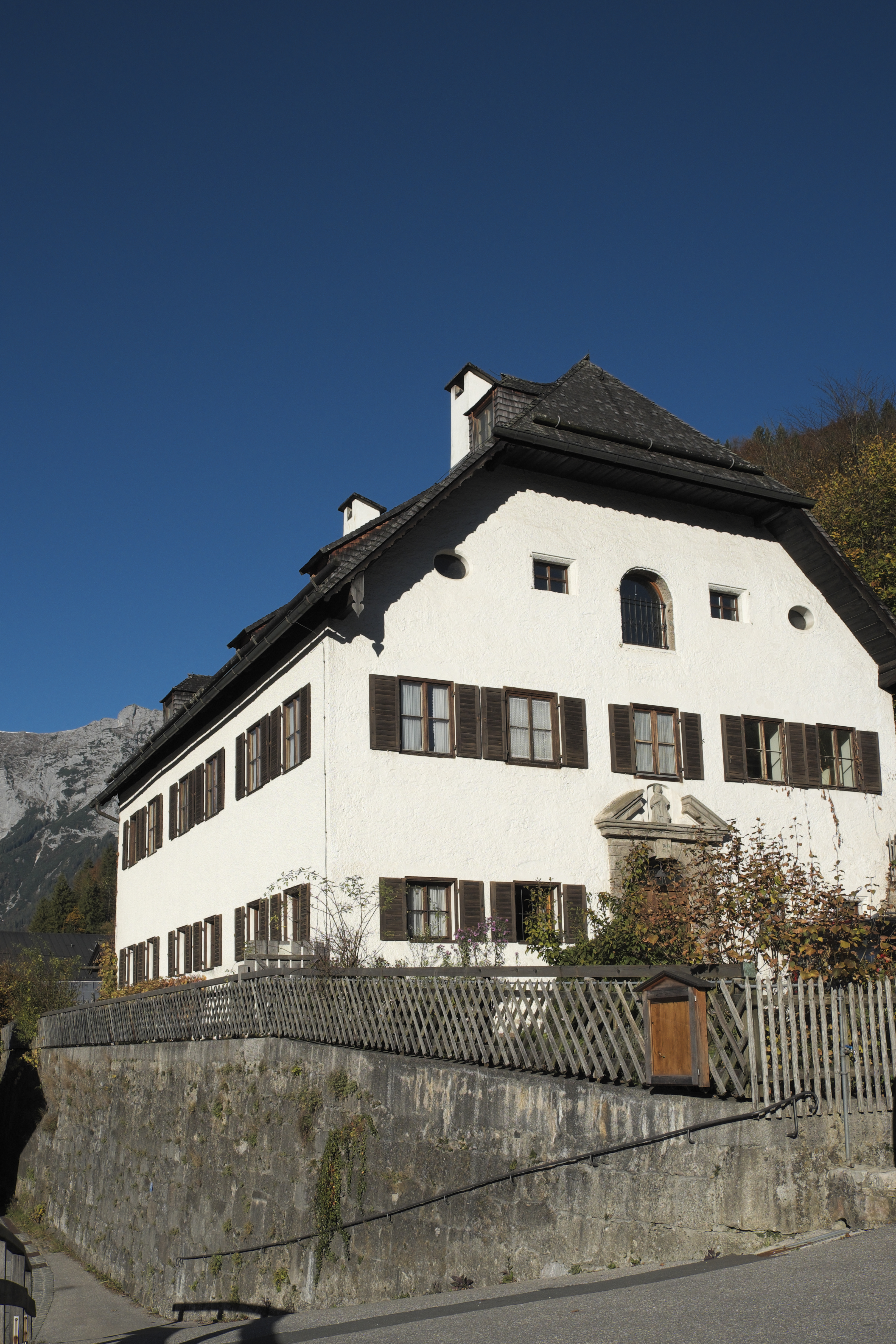
Pfarrhaus in Ramsau

Der Pfarrhof der römisch-katholischen Pfarrei St. Sebastian Ramsau in Ramsau bei Berchtesgaden ist Teil des zentral gelegenen, denkmalgeschützten Ensembles „Pfarrkirche St. Sebastian mit Umgebung“, zu dem neben der Pfarrkirche unter anderem auch der Friedhof und das Mesnerhaus gehören.

## Geschichte
Der 1659 westlich von der Pfarrkirche fertiggestellte, zweigeschossige Bau ist mit einem Schopfwalmdach, einer Giebelluke und einem Nagelfluh-Portal ausgestattet. Im gesprengten Giebel über dem Portal steht in einer Nische die Figur eines Heiligen.
Joseph Mohr unterbrach den Weg zu seinem Dienstantritt in Mariapfarr unter anderen auch am Ramsauer Pfarrhof und wurde in der Pfarrei von Ende August bis zum 10. Oktober 1815 als Pfarrgehilfe eingesetzt. In Mariapfarr verfasste Mohr 1816 das Gedicht Stille Nacht, heilige Nacht, das zwei Jahre später den Text des weltbekannten Weihnachtsliedes bildete.
Der Pfarrhof ist ein nachqualifiziertes Einzeldenkmal.

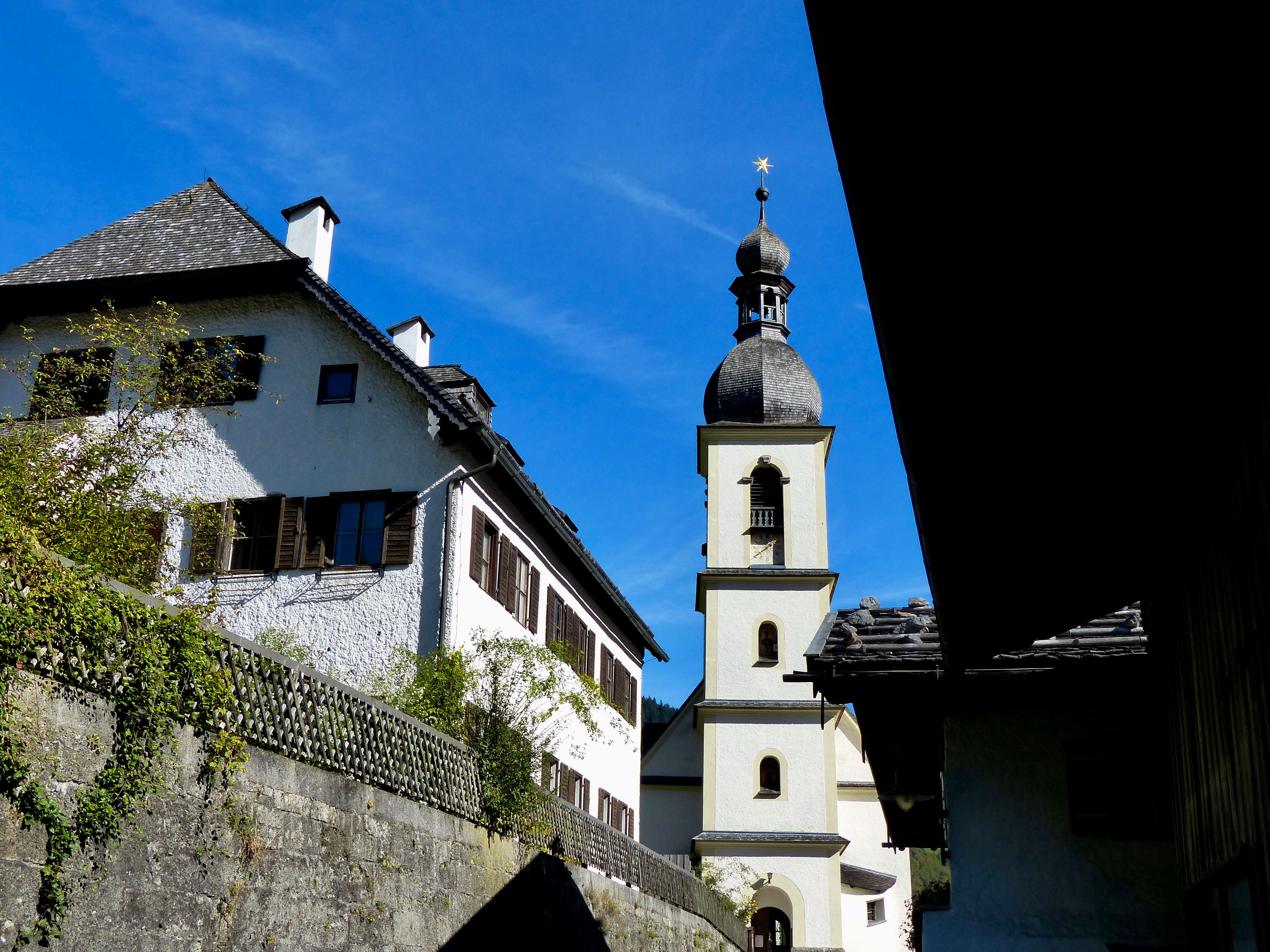
Westansicht des Pfarrhofs vor der Pfarrkirche St. Sebastian
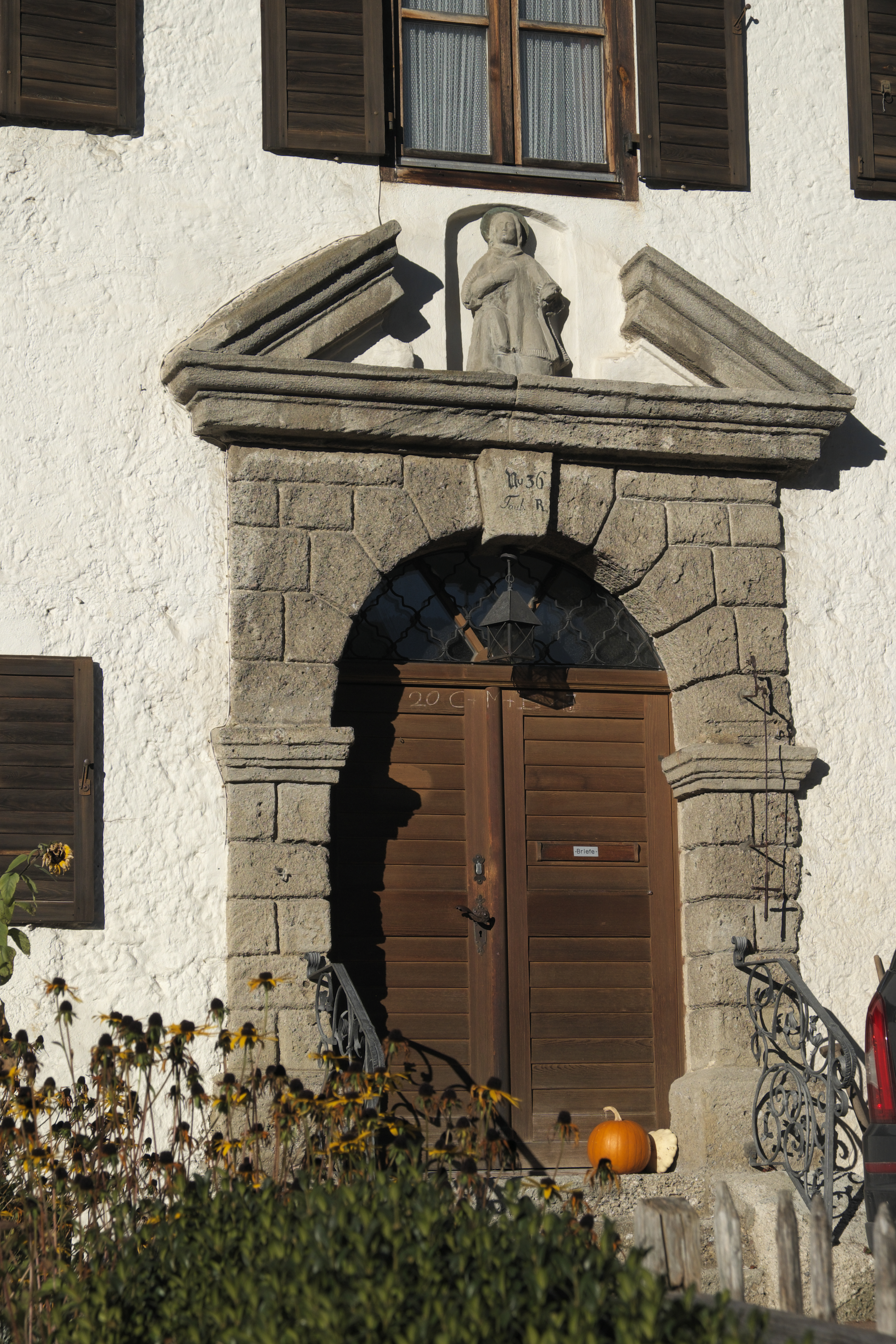
Portal